# Telavåg
Telavåg (también, Tælavåg) es una localidad situada en el municipio de Øygarden, en la provincia de Vestland, Noruega. Tiene una población estimada, a inicios de 2024, de 620 habitantes.
Se ubica en la isla de Sotra, a 39 km al suroeste de la ciudad de Bergen.

## Historia

### Tragedia de Telavåg
Durante la ocupación nazi de Noruega, Telavåg cumplió un rol importante en la ruta de Shetland entre Noruega y Reino Unido y siendo sede de la tragedia de Telavåg durante la Segunda Guerra Mundial.
El 26 de abril de 1942, luego de descubrirse a 2 agentes de la compañía Linge ocultos en la zona (Arne Meldal Værum y Emil Gustav Hvaal), la Gestapo envía a dos oficiales para detenerlos (el Kriminalrat Gerhard Berns y el Kriminalsekretär Henry Bertram). Finalmente se inicia un tiroteo, resultando en la muerte de los alemanes y de Arne Værum. Emil Hvaal y su hijo fueron ejecutados en represalia.
El reichskommissar Josef Terboven dirigió la reprimienda. Los edificios fueron quemados y las propiedades de los habitantes fueron confiscadas, incluyendo comida. Los hombres fueron castigados con el encarcelamiento en el campo de concentración de Sachsenhausen, aunque algunos fueron ejecutados antes del traslado. Mujeres y niños fueron detenidos y condenados a 2 años de prisión en el campo de Trandum, en el cual igualmente se produjeron muertes.